# Затвор-кожух
Затвор-кожух — затвор, що застосовується в самозарядних і автоматичних пістолетах, починаючи з моделі Browning M1900. Для досилання набою у патронник відтягується назад і відпускається, для чого, в більшості конструкцій, має вертикальні або злегка нахилені насічки. Іноді на затвор ставиться пристосування Хилевського, що дозволяє перезаряджати пістолет однією рукою, не тримати за рукоять інший, проте підходить не до всіх пістолетів. Причому курок позаду затвора може як бути присутнім, так і бути відсутнім. Присутність курка додає можливість не зводити його і тим самим не допустити випадкового пострілу, його ж відсутність виключає обертальний момент, що важливо при стрільбі. Збоку або зверху обов'язково присутній отвір для вильоту стріляних гільз. Іноді, наприклад, на пістолеті Glock 18, присутній ззаду перевідник вогню, а також запобіжник, наприклад, на пістолеті Walther P38. Найчастіше саме на затворі-кожусі ставиться позначення моделі, патенту на пістолет, калібру і іншої інформації.

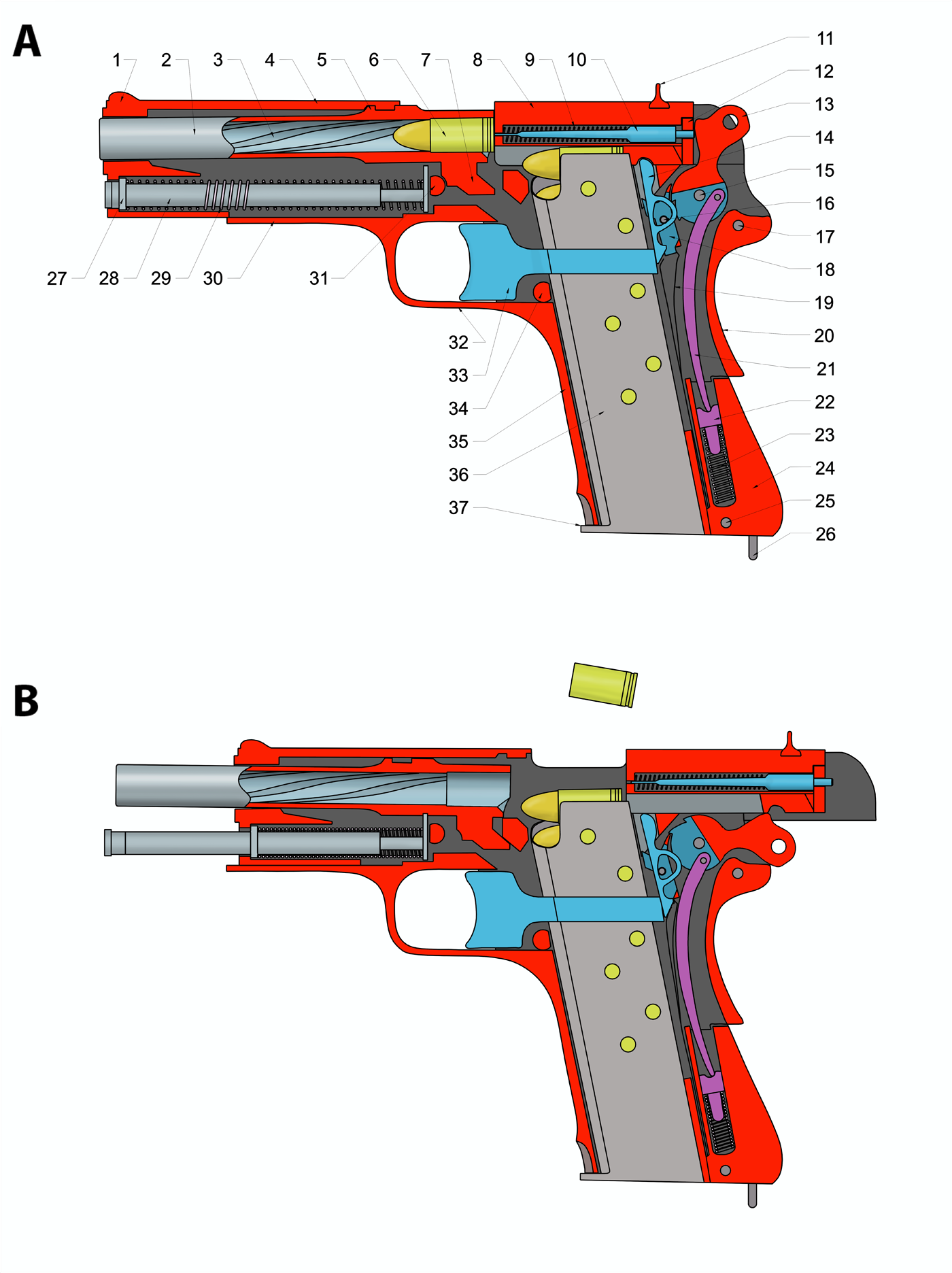
Vis.35; згори — затвор закритий, набій у патроннику, знизу — затвор викидає гільзу і подає у патронник наступний набій

## Переваги
- Його наявність дозволяє скоротити довжину пістолета;
- Дозволяє збільшити вагу пістолета без збільшення габаритів;
- Дозволяє компактно розташувати деталі.

## Недоліки
- При неправильному хваті пістолета стрільцем затвор може відірвати йому пальці, так як затвор рухається швидко. У деяких системах пістолетів (наприклад, в M1911) ця проблема вирішена шляхом наявності виступу між рукояткою і затвором, що не дає зісковзнути на затвор руці стрільця.

## Затвори пістолетів, які не відносяться до даного

### Borchardt C93
Перший самозарядний пістолет у світі, розроблений в 1893 році. Він послужив прототипом для пістолета Люгера. Затвор замикала система важелів.

### Mauser C96
Використовував для замикання вільний затвор у вигляді ковзного взад-вперед позаду затвора при стрільбі металічного затвора, з можливістю блокування його спеціальним запобіжником, який відгинається вниз перед стрільбою.

### Бергман 1896
Використав вільний затвор. Розроблений у 1896 році.

### Пістолет Люгера
Як і пістолет Борхардт, використовував для замикання аналогічну систему важелів.